# 深層NEWS
『深層NEWS』（しんそうニュース）は、日本テレビ・BS日テレ・読売新聞の3社共同企画により、2013年9月30日からBS日テレで放送されている報道番組である。日テレNEWS24（CS）でも時差ネット（日付を跨いだ深夜0時に放送）。

## 概要
日本テレビ・BS日テレ・読売新聞の3社が共同で制作する報道番組であり、読売新聞がニュース制作に関与する初めての番組となっている。初代キャスターには、日本テレビ報道局記者の小西美穂、読売新聞編集委員（当時）の玉井忠幸と近藤和行が就任。なかでも、キャスターの1人である玉井忠幸は編集局次長兼編集委員で元政治部長。編集の要職にいる人物がキャスターに就任した初めてのケースとなった。
政治・経済、医療、教育から身近な暮らしの話題まで多岐に渡るテーマを用意。政治家や財界人、文化人やスポーツ選手を含むキーパーソンをスタジオに招く。基本的にはBS日テレでは全編生放送だが、ゲストのスケジュールや特集等の都合上、該当パートのみ事前収録を行う場合がある。なお、収録場所は日本テレビのマイスタジオを使用している。
オープニング映像には、お笑いタレントの鉄拳が制作したパラパラ漫画風のイラストを使用（リニューアル前の2016年12月末まで使用）。読売新聞東京本社版朝刊の第2テレビ面に当日の放送内容が掲載されている。
2016年4月1日からは金曜をリニューアルした。「深層NEWS FRIDAY」と題し、週間を振り返り、そのニュースをあらためて深掘りしていく「深層WEEKLY（週間のニュース）、深層のしんそう」のコーナーを新設し、気になるトピックを徹底討論。またテーマカラーも、この金曜限り従来の赤から青になっている。同年10月3日から、月曜日から木曜日の内容もリニューアルした。
2017年1月4日から、キャスター陣とタイトルロゴが一新。キャスターに2016年までNNNワシントン支局長を務めた近野宏明を起用。テーマカラーも、月～木が青、金曜日がピンクに変更になった。
2018年10月1日の放送から、番組のキャッチコピーとして「スタジオがニュース現場だ!」を採用し、読売新聞東京本社と報知新聞社との中継を結ぶコーナーを新設。また、「先読みNEWS」のコーナーでは翌日の読売新聞朝刊とスポーツ報知の紙面を紹介している。
2019年9月1日からBS日テレで4K放送がスタートすることに伴い、当番組も翌2日放送分から4K制作に移行した。また、同年9月30日から進行役の呼称を「アンカー」に変更し、再びタイトルロゴが一新。近野に代わり、月 - 木曜日は読売テレビ（NNN系列局）出身の辛坊治郎、金曜日は日本テレビ元アナウンサーで政治部記者の右松健太がアンカーを務める。
2020年3月30日から進行役の呼称を「キャスター」に戻し、三度タイトルロゴが一新。辛坊に代わり右松が月 - 木曜日のキャスターに就任した。金曜キャスターは、日本テレビ報道局の鈴木あづさ、加藤聡が隔週で担当。現在コメンテーターを務めている読売新聞の飯塚恵子編集委員は月～木曜に出演する。なお、畑下由佳（月・火曜）、久野静香（水 - 金曜）両アナウンサーは続投する。同年9月22日で畑下由佳が卒業。9月28日から笹崎里菜が月・火曜日のサブキャスターで出演。2021年6月より、笹崎が月・金曜日、杉野が火曜日の担当に変更。
2023年4月3日から放送開始時間を3時間前倒しし、19時スタートに。さらに金曜日放送分は2時間に拡大。コメンテーターとして読売新聞東京本社編集委員の伊藤俊行も新たに起用した。なお、プロ野球のナイター中継がある日は休止する。

## 出演者

### 現在の出演者
| 月曜日                       | 火曜日     | 水曜日     | 木曜日     | 金曜日     |
| キャスター                   | キャスター | キャスター | キャスター | キャスター |
| ---------------------------- | ---------- | ---------- | ---------- | ---------- |
| 右松健太（元アナウンサー）   |            |            |            |            |
| サブキャスター               |            |            |            |            |
| 伊藤大海                     | 後呂有紗   | 畑下由佳   | 佐藤真知子 | 川畑一志   |
| コメンテーター               |            |            |            |            |
| 飯塚恵子（読売新聞編集委員） | （不在）   | 伊藤俊行   | 伊藤俊行   | 飯塚恵子   |
| （不在）                     | （不在）   | 飯塚恵子   | （不在）   | （不在）   |

### 過去の出演者
キャスター
| 期間 | 期間       | 月        | 火        | 水        | 木        | 金                  |
| --- | ---------- | --------- | --------- | --------- | --------- | ------------------- |
| 2013.9.30 | 2014.3.28  | 小西美穂  | 小西美穂  | 小西美穂  | 小西美穂  | 小西美穂            |
| 2014.3.31 | 2016.12.23 | 小西美穂  | 小西美穂  | 小西美穂  | 小西美穂  | 岸田雪子1 下川美奈1 |
| 2017.1.4 | 2019.9.27  | 近野宏明2 | 近野宏明2 | 近野宏明2 | 近野宏明2 | 近野宏明2           |
| 2019.9.30 | 2020.3.27  | 辛坊治郎  | 辛坊治郎  | 辛坊治郎  | 辛坊治郎  | 右松健太            |
| 2020.3.30 | 2021.3.26  | 右松健太  | 右松健太  | 右松健太  | 右松健太  | 鈴木あづさ1 加藤聡1 |
| 2021.3.29 | 2022.6.24  | 小栗泉    | 小栗泉    | 右松健太  | 右松健太  | 鈴木あづさ1 加藤聡1 |
| 2022.6.27 | 2022.11.25 | 小栗泉    | 小栗泉    | 右松健太  | 右松健太  | 鈴木あづさ1 菅原薫1 |
| 2022.11.28 | 2023.3.31  | 小栗泉    | 小栗泉    | 右松健太  | 右松健太  | 菅原薫1 右松健太1   |
| 2023.4.3 | 現在       | 右松健太  | 右松健太  | 右松健太  | 右松健太  | 右松健太            |
| - 1 隔週で担当。 - 2 2019年3月は育児休暇取得のため出演しなかった。代わりに日本テレビ報道局記者や解説委員が日替わりで担当。 |            |           |           |           |           |                     |

サブキャスター
| 期間 | 期間       | 月                             | 火                             | 水                             | 木                             | 金                                                   |
| --- | ---------- | ------------------------------ | ------------------------------ | ------------------------------ | ------------------------------ | ---------------------------------------------------- |
| 2013.9.30 | 2016.3.31  | 玉井忠幸 近藤和行              | 玉井忠幸 近藤和行              | 玉井忠幸 近藤和行              | 玉井忠幸 近藤和行              | 玉井忠幸 近藤和行                                    |
| 2016.4.1 | 2016.5.27  | 吉田清久 近藤和行              | 吉田清久 近藤和行              | 吉田清久 近藤和行              | 吉田清久 近藤和行              | 吉田清久 近藤和行 右松健太                           |
| 2016.5.30 | 2016.12.23 | 吉田清久 近藤和行              | 吉田清久 近藤和行              | 吉田清久 近藤和行              | 吉田清久 近藤和行              | 吉田清久 近藤和行 矢島学1・2・3・4                   |
| 2017.1.4 | 2017.3.31  | 吉田清久 近藤和行 阿部優貴子   | 吉田清久 近藤和行 阿部優貴子   | 吉田清久 近藤和行 阿部優貴子   | 吉田清久 近藤和行 阿部優貴子   | 吉田清久 近藤和行 矢島学1・4 滝菜月1                 |
| 2017.4.3 | 2017.6.30  | 吉田清久 近藤和行 阿部優貴子   | 吉田清久 近藤和行 阿部優貴子   | 吉田清久 近藤和行 阿部優貴子   | 吉田清久 近藤和行 阿部優貴子   | 吉田清久 近藤和行 矢島学1・2・4 滝菜月1 寺島淳司1・2 |
| 2017.7.3 | 2017.9.29  | 阿部優貴子 吉田清久2 丸山淳一2 | 阿部優貴子 吉田清久2 丸山淳一2 | 阿部優貴子 吉田清久2 丸山淳一2 | 阿部優貴子 吉田清久2 丸山淳一2 | 吉田清久 矢島学1・2・4 滝菜月1 寺島淳司1・2          |
| 2017.10.2 | 2018.3.30  | 阿部優貴子 吉田清久2 丸山淳一2 | 阿部優貴子 吉田清久2 丸山淳一2 | 阿部優貴子 吉田清久2 丸山淳一2 | 阿部優貴子 吉田清久2 丸山淳一2 | 吉田清久 矢島学1・2・4 寺島淳司1・2 畑下由佳1        |
| 2018.4.2 | 2019.9.27  | 畑下由佳1 吉田清久2 丸山淳一2  | 畑下由佳1 吉田清久2 丸山淳一2  | 吉竹史 吉田清久2 丸山淳一2     | 吉竹史 吉田清久2 丸山淳一2     | 吉竹史 吉田清久 寺島淳司1                            |
| 2019.9.30 | 2020.3.27  | 畑下由佳1                      | 畑下由佳1                      | 久野静香1                      | 久野静香1                      | 久野静香1 寺島淳司1                                  |
| 2020.3.30 | 2020.9.25  | 畑下由佳1                      | 畑下由佳1                      | 久野静香1                      | 久野静香1                      | 久野静香1                                            |
| 2020.9.28 | 2021.3.26  | 笹崎里菜1                      | 笹崎里菜1                      | 久野静香1                      | 久野静香1                      | 久野静香1                                            |
| 2021.3.29 | 2021.5.28  | 笹崎里菜1                      | 笹崎里菜1                      | 久野静香1                      | 久野静香1                      | 杉野真実1                                            |
| 2021.5.31 | 2021.10.1  | 笹崎里菜1                      | 杉野真実1                      | 久野静香1                      | 久野静香1                      | 笹崎里菜1                                            |
| 2021.10.4 | 2022.3.25  | 杉野真実1                      | 郡司恭子1                      | 笹崎里菜1                      | 後藤晴菜1                      | 後呂有紗1                                            |
| 2022.3.28 | 2022.6.20  | 杉野真実1                      | 後呂有紗1                      | 笹崎里菜1                      | 郡司恭子1                      | 後藤晴菜1                                            |
| 2022.6.24 | 2022.9.30  | 杉野真実1                      | 後呂有紗1                      | 笹崎里菜1                      | 郡司恭子1                      | 川畑一志1                                            |
| 2022.10.3 | 2023.3.31  | 杉野真実1                      | 後呂有紗1                      | 郡司恭子1                      | 黒田みゆ1・6                   | 川畑一志1                                            |
| 2023.4.3 | 2024.3.29  | 梅澤廉1・5                     | 伊藤大海1・7                   | 郡司恭子1                      | 後呂有紗1・5                   | 川畑一志1                                            |
| 2024.4.1 | 2024.9.27  | 伊藤大海1                      | 市來玲奈1                      | 郡司恭子1                      | 後呂有紗1・5                   | 川畑一志1                                            |
| 2024.9.30 | 2025.3.28  | 伊藤大海1                      | 後呂有紗1                      | 郡司恭子1                      | 河出奈都美1                    | 川畑一志1                                            |
| 2025.3.31 | 2025.8.1   | 伊藤大海1                      | 後呂有紗1                      | 郡司恭子1                      | 佐藤真知子1                    | 川畑一志1                                            |
| 2025.8.4 | 現在       | 伊藤大海1                      | 後呂有紗1                      | 畑下由佳1                      | 佐藤真知子1                    | 川畑一志1                                            |
| - 1 日本テレビアナウンサー（出演当時含む）。 - 2 隔週で担当。 - 3 同日の『スッキリ!!→スッキリ』ニュースコーナーを兼務。 - 4 同日の『NNNストレイトニュース』を兼務。 - 5 同日の『ヒルナンデス!』ニュースコーナーを兼務。（後呂は2024年3月まで） - 6 2023年3月23日卒業。3月30日は黒田が大阪出張のため川畑一志が代役を務めた。 - 7 同日の『ストレイトニュース（11:20 - 11:30）』を兼務。 |            |                                |                                |                                |                                |                                                      |

コメンテーター
| 期間      | 期間      | 月       | 火       | 水                | 木       | 金                |
| --------- | --------- | -------- | -------- | ----------------- | -------- | ----------------- |
| 2013.9.30 | 2019.9.27 | （不在） | （不在） | （不在）          | （不在） | （不在）          |
| 2019.9.30 | 2020.3.27 | 飯塚恵子 | 飯塚恵子 | 飯塚恵子          | 飯塚恵子 | 飯塚恵子          |
| 2020.3.30 | 2023.3.31 | 飯塚恵子 | 飯塚恵子 | 飯塚恵子          | 飯塚恵子 | （不在）          |
| 2023.4.3  | 2024.3.29 | 飯塚恵子 | 飯塚恵子 | 伊藤俊行          | 伊藤俊行 | 飯塚恵子          |
| 2024.4.1  | 2024.9.27 | 飯塚恵子 | 飯塚恵子 | 伊藤俊行          | 伊藤俊行 | 飯塚恵子 伊藤俊行 |
| 2024.9.30 | 現在      | 飯塚恵子 | （不在） | 飯塚恵子 伊藤俊行 | 伊藤俊行 | 飯塚恵子          |

「きょうのニュース」・「Weather（お天気コーナー）」担当アナウンサー（2016年12月23日まで）
※いずれも出演当時のものを含め、全員日本テレビアナウンサー。また、勤務シフトの都合上代理出演する場合があった。現在はサブキャスターの代理で出演することもある。
- 豊田順子
- 山下美穂子 - 2016年5月まで出演していた。なお、2016年6月よりスポーツ局に異動したが、同年9月で日本テレビを退職した。
- 上田まりえ - 2016年1月まで出演していた。なお、2016年1月で日本テレビを退職。同年2月よりタレントに転身した。
- 徳島えりか
- 久野静香 - 2019年10月2日から水 - 金曜日担当のサブキャスターに昇格し、番組に復帰。2021年3月31日からは水・木曜日を担当。2021年9月30日卒業。
- 杉野真実 - 2021年4月2日から金曜日担当のサブキャスターで復帰。2021年6月1日からは火曜日、2021年10月4日からは月曜日を担当。2023年3月27日卒業。
- 郡司恭子 - 2021年10月5日から火曜日担当のサブキャスターで復帰。2022年3月31日からは木曜日、2022年10月5日からは水曜日を担当。
- 後藤晴菜 - 2021年10月7日から木曜日担当のサブキャスターで復帰。2022年4月1日からは金曜日を担当。2022年6月17日卒業。
- 中島芽生
- 畑下由佳 - 2017年10月20日から金曜日担当のサブキャスターに昇格し、番組に復帰。2018年4月2日からは月・火曜日を担当。2020年9月22日卒業。
- 尾崎里紗
- 笹崎里菜 - 2020年9月28日から月・火曜日担当のサブキャスターで復帰。2021年5月31日からは月・金曜日、2021年10月6日からは水曜日を担当。2022年9月28日卒業。
- 佐藤真知子
- 滝菜月 - 2017年1月6日から9月29日まで金曜日のサブキャスターを担当した。

サブキャスター代理出演（上記のアナウンサーを除く）
- 後呂有紗 - 2021年10月8日から2022年3月25日までは金曜日、2022年3月29日から2023年3月28日までは火曜日、2023年4月6日からは木曜日のサブキャスターを担当。
- 佐藤梨那
- 田辺大智
- 忽滑谷こころ
- 杉原凜
- 川畑一志 - 2022年6月24日から金曜日のサブキャスターを担当。
- 小髙茉緒
- 伊藤遼

## 放送時間

### 現在

#### テレビ放送
- BS日テレ（2023年10月2日 - ）：毎週月曜 - 木曜・隔週金曜 18:58 - 19:55、隔週金曜 18:58 - 20:54（JST、以下略）
  - 番組終了直前には、地上波NNN系列最終便ニュース『news zero』のニュースキャスター（不在時は代打キャスターorスポーツキャスター）が同番組のその日の放送開始時間と放送内容の予告（番組宣伝・クロスプログラム）をしている（放送時のみ）。
  - 『DRAMATIC BASEBALL』（プロ野球ナイター中継）放送時は休止される。
  - 2013年9月30日 - 2023年3月31日の放送時間は毎週月曜 - 金曜 22:00 - 23:00。
  - 2023年4月3日 - 2023年9月29日の放送時間は毎週月曜 - 木曜 19:00 - 19:55、 金曜 19:00 - 20:54。
- 日テレNEWS24（2013年4月4日 - ）：毎週火曜 - 金曜・隔週土曜 0:00 - 1:00（月曜 - 金曜深夜、5時間遅れ）、隔週金曜 23:00 - 1:00（4時間遅れ）
  - 番組本編の生放送中に緊急地震速報が出た時など、録画放送が困難な場合は時差放送を休止することがあるほか、2023年4月以降BS日テレでの放送が野球中継で休止となった場合は時差放送も休止される。
  - また録画放送中、映像によるニュース速報・地震速報を挿入することもあるため、その場合も番組中断や休止の措置を取る。
  - 日テレNEWSNNNのウェブサイトならびにHulu・読売新聞オンライン・Yahoo!ニュース（Yahoo! JAPAN）・TVerで行っているストリーミング配信では、当番組は差し替えとなっている。

#### ネット配信
2019年9月1日からから在京キー局5局共同によるネット配信サイト「TVer」での見逃し配信を開始した。また、放送後に日テレNEWSNNNの公式YouTubeチャンネルにて番組の一部を配信しており、2021年9月現在で主に新型コロナウイルスや日本と韓国の外交関係を扱った放送回を中心に再生回数が多いとしている。

### 過去
- NOTTV NEWS（2013年10月15日 - 2014年3月29日）：毎週火曜 - 土曜 0:00 - 1:00（月曜 - 金曜深夜、2時間遅れ）※日テレNEWS24のCS再送信ネット。プロ野球シーズン入りのため、ネット中断期間入りするも、これを待たずしてNOTTVのチャンネル改編が行われたため、再開されないままの終了となった。
- NOTTV4（2014年7月2日 - 2015年3月31日）：毎週火曜 - 土曜 0:00 - 1:00（月曜 - 金曜深夜、2時間遅れ）※日テレNEWS24のCS再送信ネット。NOTTVのチャンネル改編が行われたため、終了となった。

### 備考
2014年12月14日（日曜日）19:57 - 21:00には初の特番『深層NEWS×日テレNEWS24 衆院選スペシャル』をBS日テレ・日テレNEWS24でのみ同時ネットした。
2014年以降、年内最終放送日には通常回の枠拡大として、開始時刻を20:00に繰り上げ、「年末3時間SP」を放送するが、BS日テレでのみの放送となる。なお当該放送日に限り、ネット局の日テレNEWS24では『Daily Planet（2017年3月まではデイリープラネット）』を翌1:00まで延長放送する。
2016年4月14日放送分は、同日の放送開始直前の21:26ごろに発生した平成28年熊本地震（前震）の影響で、内容を大幅に変更して放送した。なお、日テレNEWS24では、同地震関連の『NNN報道特別番組』（21:45 - 翌0:54）のサイマルネットを実施した関係で、放送休止となった。

### 巨人戦ナイター中継延長時の対応
「生放送番組の放送開始時間が遅れるのは好ましくない」という考えから、「深層NEWS」の放送開始時刻は22:00に固定されている。したがって、本番組を放送する月曜日から金曜日までに巨人戦ナイターを放送する場合は延長対応がなされる。
本番組の放送を開始した2013年10月の段階ではマルチ編成を実施していなかったため、野球延長時には21時台のレギュラー番組を休止し、つなぎ番組を用意していた（延長なしもしくはリレーナイターを行う必要がなくなった場合は予定通りレギュラー番組を放送した）。
2014年4月以降は、制作局・BS日テレの現在のマスター設備が稼働し、マルチ編成が可能となったことから、本来放送する番組（141ch）と巨人戦ナイター（142ch）の両方を放送するが、本番組の放送時間には影響は出ない。

## 特別版
土曜日と日曜日は通常時は放送しないが、2018年5月19日（土曜日）日本時間20時からイギリスで行われた、英王室・ヘンリー王子とアメリカ女優メーガン・マークルとの結婚式の模様を伝えるため、「深層NEWS特別版▽ヘンリー王子&米女優結婚式を完全中継!注目の瞬間を見逃すな」として、19:00 - 21:54に放送した。

## スタッフ
- デスク：小倉宏、徳留美保、鈴木徹
- 制作統括兼総合デスク：槻木亮太
- 統括プロデューサー：岩崎建
- チーフプロデューサー：岩隈政信（2021年6月1日 -、2017年6月1日 - 2021年5月31日までは兼統括プロデューサー）
- 企画制作：BS日テレ（BS日本）
- 協力：読売新聞
- 製作著作：日本テレビ放送網

### 過去のスタッフ
- 演出：菊池正史
- 制作統括兼総合デスク：矢岡亮一郎
- チーフ兼統括プロデューサー：金子茂（以前は、プロデューサー）
- チーフプロデューサー：小林景一→堀竜一
- 統括プロデューサー：清田大輝、舟津宜史（舟津→2021年6月1日 - 2024年5月）
- テーマ曲：「透明色のクルージング （fox capture plan Instrumental Version）」（fox capture plan、2016年4月1日 - 12月23日、金曜のみ）
  - 「Horizon」（Schroeder-Headz、2016年10月3日 - 12月22日、月 - 木曜）
- タイトルアニメ：鉄拳（2013年9月30日 - 2016年12月23日）